# The Search (álbum de Tsavo)
The Search es el álbum debut de más larga duración de la banda de Rock alternativo estadounidense, Tsavo que fue lanzado el 29 de agosto de 2008, a través de Indepedent Records.

## Antecedentes
La banda comenzó con la grabación de su primer álbum de larga duración titulado The Search a mediados de 2007. Toda la grabación se hizo en la sala de la práctica de la banda en Granite Falls, Washington, con Brown ingeniería de todo el álbum. El álbum fue lanzado el 29 de agosto de 2008 a una audiencia en los ShowboxattheMarket. Reseñas del álbum se anunció como "una atractiva y refrescante escucha" y "plena, abundante, y lo más importante - maduras. El sencillo del álbum, "Lost & Forgotten" fue incluida en las estaciones de radio como El Rock KISW, The Funky Monkey KFNK, y KGRG-FM. El sencillo también ha aparecido en la recopilación de Microsoft, Windows apertura, vol. 4, una compilación de obras donadas por la comunidad diversa de Microsoft de músicos para apoyar La Asociación Nacional para la Educación Musical (MENC su sigla en inglés).

## Recepción de la Crítica
El álbum de la banda tuvo comparación con álbumes de la banda Killswitch Engage por su sonido melódico, que fue dicho en el sitio web de Spunknik.com:

Un quinteto independiente del Noroeste del Pacífico, el sonido Tsavo puede distinguirse fácilmente sobre la base de sus opciones de cobertura antes mencionados (una lista que incluye también Killswitch Engage "The End of Heartache" y Lit., "My Own Worst Enemy): ellos juegan una marca accesible, melódica de canciones ideales para la radio de rock moderno. Con su debut en diversas The Search, Tsavo ofrecer una atractiva y refrescante escuchar, incluso si algunas de las ideas ejecutadas levantaran las banderas rojas de crisis de identidad.
sputnikmusic.com

En el mismo sitio la banda fue elogiada: "Después de escuchar a "The Search" y digerir lo largo de un largo período de tiempo, no hay duda de que Tsavo juega una marca de acceso de alternativas-rock melódico con gusto y crisis.
La página web decoymusic criticó, que el álbum "The Search" este de forma independiente al igual que la banda.

"Ahora lo que es realmente difícil de creer es que Tsavo están sin firmar y poner The Search juntos de forma independiente. Para una banda sin firmar, independiente, hay un montón de potencial sin explotar y el talento que realmente podía dar rienda suelta con un tratamiento de gran estudio. Aun sin eso, sin embargo, The Search se siente lleno, abundante, y lo más importante - maduras. Muchos grandes cosas han venido de Seattle en el pasado y la ciudad una vez más nos da una banda llena de promesas y talento."
decoymusic.com

## lista de canciones
Todas las canciones escritas y compuestas por Tsavo. 
| The Search |                       |          |  |
| N.º        | Título                | Duración |  |
| 1.         | «Campaign of Fear»    | 4:40     |  |
| 2.         | «Journey»             | 4:25     |  |
| 3.         | «Caught in Limbo»     | 5:30     |  |
| 4.         | «Lost and Forgotten»  | 4:35     |  |
| 5.         | «Absence»             | 3:30     |  |
| 6.         | «Run»                 | 4:43     |  |
| 7.         | «Nocturn of Illusion» | 2:34     |  |
| 8.         | «Turning the Page»    | 8:38     |  |
| 9.         | «The Game»            | 3:47     |  |
| 10.        | «Longing»             | 4:19     |  |
| 11.        | «This is Goodbye»     | 7:55     |  |
| 12.        | «Flight»              | 3:13     |  |
| 57:53      |                       |          |  |

## Vídeo musical
El álbum incluye un vídeo musical que contó con la dirección de Kevin CW Maistros, usando como elenco a los Caballeros de Seattle.